# Nathalie Loriers

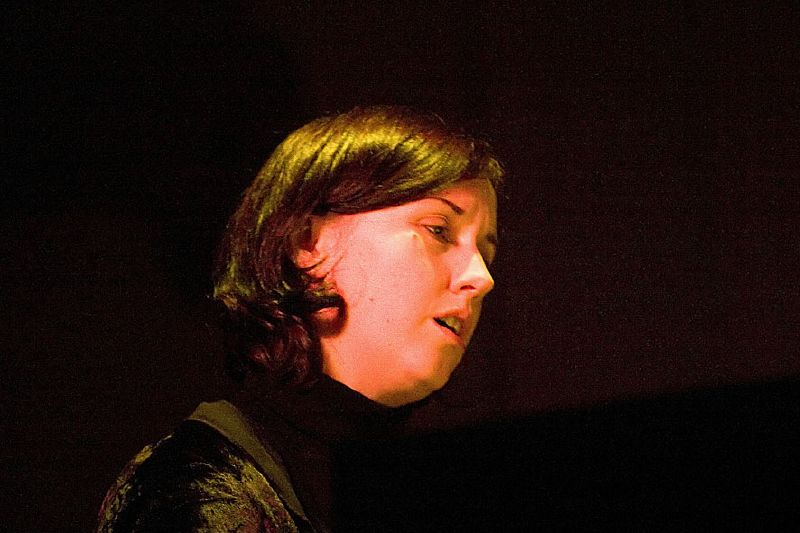
Nathalie Loriers

Nathalie Loriers (* 27. Oktober 1966 in Namur, Belgien) ist eine belgische Jazzpianistin und -komponistin.

## Leben und Wirken
Nach einer Ausbildung als klassische Pianistin wandte sie sich, beeinflusst von ihren Lehrern Steve Houben und Charles Loos, dem Jazz zu und wurde 1989 von den belgischen Jazzkritikern zum besten Nachwuchstalent gekürt (Sax-Preis). 1990 erhielt sie den ersten Preis für Jazz-Piano und Jazz-Harmonie am Königlichen Konservatorium in Brüssel und wurde beste Nachwuchskünstlerin der Brussels Jazz Rally. Im selben Jahr erschien ihr Debütalbum Nympheas. 1991 erhielt sie den ersten Preis beim Jazzwettbewerb der französischsprachigen Radiosender Belgiens. 1999 erhielt sie den Django d’Or (Belgien) (und 2000 den Eurodjango und den Bobby-Jaspar-Preis der französischen Académie de Jazz). Neben der Aufnahmen mit eigenem Trio (mit dem Bassisten Salvatore La Rocca und dem Schlagzeuger Hans van Ousterhout) und Quartett spielte sie auch mit Toots Thielemans, Lee Konitz (Album 1993 mit Al Levitt), Félix Simtaine (auf Le Jazz perd le Nord), Philip Catherine, Rachel Gould, Diederik Wissels, Ivan Paduart (True Stories mit Charlie Mariano), Emanuele Cisi (mit Aldo Romano, Paolo Fresu auf L’ange caché 2000) und dem Sänger David Linx (Album Standards 1997).
2004 bildete sie mit dem tunesischen Oud-Spieler Yadh Elyes die Gruppe Chemins Croisés. Elyes wurde in ihrer Gruppe 2005 abgelöst vom belgisch-jordanischen Oud-Spieler Karim Baggili.
Sie gilt als eine der führenden Musikerinnen in der belgischen Jazz-Szene. Seit 1994 unterrichtet sie selber Jazz-Piano am Königlichen Konservatorium in Brüssel.

## Diskografische Hinweise
Nathalie Loriers Quartett:
- Nympheas 1990, Igloo (mit Kurt Van Herck, Philippe Aerts und Mimi Verderame)
- Dance Or Die 1993, Igloo (mit Cameron Brown (Bass), Rick Hollander (Schlagzeug), Jeroen Van Herzeele (Saxophon))

mit Trio:
- Walking Through Walls Walking Along Walls 1995, Igloo
- Silent Spring, 1999, Pygmalion Records, mit Sal La Rocca
- Tombouctou 2002, W.E.R.F. (plus Extensions, als Sextett)
- Silent Spring re issued 2006, W.E.R.F.
- Moments D'Eternité, mit Bert Joris & String Quartet, 2009, W.E.R.F.

Nathalie Loriers mit Chemins Croisés:
- L'arbre Pleure 2006, W.E.R.F.